# Дачне (Широківська селищна громада)
Да́чне — село в Україні, у Широківській селищній громаді Криворізького району Дніпропетровської області.
Населення — 343 мешканці.

## Географія
Село Дачне знаходиться на відстані 1 км від села Весела Дача та за 1,5 км від сіл Запоріжжя і Спаське. У селі бере початок річка Донська.

## Населення

### Мова
Розподіл населення за рідною мовою за даними перепису 2001 року:
| Мова            | Кількість | Відсоток |
| --------------- | --------- | -------- |
| українська      | 302       | 88.05%   |
| російська       | 35        | 10.20%   |
| білоруська      | 2         | 0.58%    |
| румунська       | 1         | 0.29%    |
| інші/не вказали | 3         | 0.88%    |
| Усього          | 343       | 100%     |

## Інтернет-посилання
- Погода в селі Дачне [Архівовано 7 червня 2016 у Wayback Machine.]

1. ↑  Рідні мови в об'єднаних територіальних громадах України — Український центр суспільних даних